# Bill Elliott (zenész)
Bill Elliott (Wayland, 1951. október 2. –) amerikai dzsesszzongorista, zenekarvezető; Hollywood és a Broadway hangszerelője.

## Pályakép
William F. Elliott a zenészpályát Los Angeles-i stúdiózenészként kezdte. Olyan előadókkal készített felvételeket, mint Stevie Nicks, Smokey Robinson, Donna Summer, Bette Midler és mások.
20-as éveiben Bonnie Raitt zenekarában zongorázott. A kortárs népszerű zenében egyre inkább filmek hangszerelése, a televízió, majd a Broadway-musicalek felé fordult.
Az Elliott munkáját használó filmek közé tartozik Dick Tracy, Nixon, Contact, Independence Day és Wedding Crashers is. Írt zenét a Disney Aladdin, a Szépség és a Szörnyeteg és az Oroszlánkirály videóhoz, valamint a Northern Exposure, Ellen és Gilmore Girls televíziós műsorokhoz.
42 évesen megalakította a The Bill Elliott Swing Orchestrat, amely főleg filmzenéit játssza, valamint neves művészek lemezalbumain is ott van.
2016-tól Elliott a bostoni Berklee College of Music tagja.
Több mint 50 feldolgozást írt a Boston Pops Orchestra számára, és hét nagyváros szimfonikus zenekarának a vendégkarmestere is volt.

## Díjak
- 2008: Emmy-díj jelölés – PBS (Public Broadcasting Service), dokumentumfilm: The Sinatra Legacy
- 2012: Drama Desk-díj jelölés – Kiváló hangszerelés
- 2012: Tony-díj –  Nice Work if You Can Get It; hangszerwlés
- 2012: Grammy-díj jelölés – Best Musical Theater Album ("Nice Work if You Can Get It")
- 2015: Tony-díj, elnyerte: „An American In Paris”
- 2017: Drama Desk Award, elnyerte – Kiváló hangszerelés („Bandstand” musical)
- 2017 :Tony Award jelölés – Kiváló hangszerelés („Bandstand” musical)